# Mare de Déu del Roser del Mas de Pere
La Mare de Déu del Roser del Mas de Pere és una capella romànica del Mas de Pere, al nucli de masies dispers dels Masions, en el poble de Castissent, de l'antic terme municipal Fígols de Tremp, integrat actualment en el de Tremp, de la comarca del Pallars Jussà.
És una capella romànica molt senzilla. L'advocació actual no és l'original.